# Мішель Фейбер
Мішель Фейбер (англ. Michel Faber; нар. 13 квітня 1960) — нідерландський, австралійський та шотландський письменник-фантаст голландського походження, відомий завдяки своєму роману 2002 року «Багряна пелюстка і біла» (англ. The Crimson Petal and the White).

## Життєпис
Фейбер народився у Гаазі, Нідерланди. У 1967 році разом з батьками емігрували до Австралії. Відвідував початкову та середню школу у передмістях Мельбурна Боронії і Бейсвотері, опісля вступив до Університету Мельбурна, де вивчав голландську мову, філософію, риторику, англійську мову (курс з перекладом та критикою англосаксонських та середньоанглійських текстів) і англійську літературу. Завершив навчання в університеті у 1980 році. Працював прибиральником і на інших випадкових роботах до того, як почав працювати медбратом у лікарнях Мерриквілла і Західних передмість у Сіднеї. Працював медбратом до середини 1990-их років. У 1993 році він, його друга дружина і родина емігрували до Шотландії. Друга дружина Фейбера, Єва, померла від раку у липні 2014 року. Мішель опублікував про цю подію у 2016 році збірку віршів «Undying».

## Роботи

### Літературна діяльність
Фейбер почав серйозно займатися літературною діяльністю з 14 років, але не подавав свої рукописи для публікації. Багато з його оповідань, які з'явилися у його першому зібранні, а також попередні пробні варіанти роману «The Crimson Petal and the White», були виконані впродовж 1980-их років. Інший роман, який був написаний у цей період, «A Photograph of Jesus», залишається невиданим. Впродовж 1990-их років, із заохоченням від своєї другої дружини, Єви, Фейбер почав брати участь і вигравати у змаганнях для оповідань. Це дало йому можливість співпрацювати з видавництвом Canongate Books (Единбург), яке публікує з того часу його роботи у Великій Британії.
Першою публікацією Фейбера стало зібрання оповідань, «Some Rain Must Fall», видане у 1998 році. Перше з цих оповідань виграло Нагороду імені Яна Ст. Джеймса у 1996 році, оповідання «Fish» виграло Macallan Prize у 1996 році і оповідання «Half a Million Pounds and a Miracle» виграло Нагороду імені Ніла Ганна у 1997 році.
Першим опублікованим романом Фейбера став роман «Опинись у моїй шкірі» (англ. Under the Skin; 2000), написаний на Шотландському нагір'ї і натхнений ним. Як і більшість робіт Фейбера, цей роман важко категоризувати, оскільки він використовує елементи жанрів наукової фантастики, жахів та трилеру і виконаний настільки глибоко і тонко, що заслуговує на майже одностайну похвалу від літературознавців. Він був перекладений багатьма мовами (17, станом на 2004 рік) і забезпечив собі гарну репутацію в Європі, а також був номінований на премію Whitbread First Novel Award.
Події другого опублікованого роману «The Hundred and Ninety-Nine Steps» (2001) розгортаються у місті Вітбі (Англія). Оригінальне друковане видання містило кольорові фотографії, які були відсутніми в наступних перевиданнях. Сильно відрізняючись від Under The Skin» за тоном та темою, роман «The Hundred and Ninety-Nine Steps» отримав змішані відгуки.
Третій роман Фейбера, «The Courage Consort» (2002), був про вокальну групу а капела.
У 2002 році був опублікований 850-сторінковий роман Фейбера «The Crimson Petal and the White». Події сюжету роману розгортаються у Лондоні 1870-х років довкола 19-річної повії Шугар (англ. Sugar). Деякі критики описують твір, як постмодерністський, водночас інші стверджували, що це міг би бути «романом, який Діккенс міг би писати, якби йому дозволили вільно говорити». Книга перебувала у написанні впродовж 20 років і є виявом захоплення Фейбера прозою Дікенса і розповідальною архітектурою Джордж Еліот. «The Crimson Petal and the White» став бестселером у США, Італії, Франції, Нідерландах та Бельгії і мав стабільні продажі в інших країнах.
Друге зібрання оповідань Фейбера «The Fahrenheit Twins» було опубліковане у 2005 році. Перше з цих оповідань, «The Safehouse», посіло друге місце при номінації на Національну премію для оповідань (англ. National Short Story Prize, згодом перейменована на BBC National Short Story Award) у 2005 році.
«Bye Bye Natalia», друге оповідання Фебера після його поїздки до України у 2004 році було опубліковане у липні 2006 року у журналі Granta і пізніше було обране для включення у 2008 році у щорічну антологію «The O. Henry Prize Stories», яка присвячена письменникам, які, як вважається, зробили «великий внесок у мистецтво оповідань» («a major contribution to the art of the short story»).
Шостий роман Фейбера, «Книга дивних нових речей» (англ. The Book of Strange New Things), був опублікований у 2014 році. Роман розповідає історію британського місіонера на чужій планеті. Після публікації Фейбер заявив, що він припинить писати романи. У інтерв'ю для Waterstones Trafalgar Square Фебер сказав: «Я думаю, я написав про усі речі, про які мусив написати. Думаю, я досяг межі» («I think I have written the things I was put on earth to write. I think I've reached the limit»). У червні 2015 року «The Book of Strange New Things» була названа Книгою року журналом World. У 2017 році книга видана українською мовою видавництвом «Vivat». У 2017 році на Amazon Video вийшов пілотний епізод телевізійної адаптації під назвою Oasis.

### Журналістська діяльність
З 2001 до 2004 року Фейбер робив огляди на книги для газети Scotland on Sunday. Впродовж 2004 року він вів колонку у газеті The Sunday Herald під назвою «Image Conscious», у якій аналізував сенс, наміри та асоціації різних фоторобіт. З 2003 року він робив огляди для газети  The Guardian, здебільшого обираючи перекладену іноземну художню літературу, зібрання оповідань, графічні романи та книги про музику.
У 2004 році Фейбер у складі проекту Authors on the Frontline вирушив до України з організацією Лікарі без кордонів, щоб спостерігати за роботою цієї організації стосовно подолання епідемії ВІЛ/СНІД у країні. Фейбер написав статтю для «The Sunday Times», опубліковану у січні 2005 року.
У 2006 році Фейбер написав есе «Dreams in the Dumpster, Language Down the Drain» для книги «Not One More Death», яка є зібранням думок про участь Великої Британії та США у війні в Іраку.

## Адаптації робіт
4-серійна телевізійна адаптація роману «The Crimson Petal and the White» від компанії BBC вийшла у 2011 році, у фільмі серед інших акторів з'явилася Джилліан Андерсон.
За романом «Опинись у моїй шкірі» був знятий у 2013 році однойменний фільм режисера Джонатана Ґлейзера, у головній ролі — Скарлетт Йоганссон. Прем'єра фільму відбулася на Венеційському кінофестивалі 3 вересня 2013 року.
За романом «The Book of Strange New Things» було знято 10 15-хвилинних епізодів для BBC Radio 4 у 2014 році, а також пілотна серія для телевізійного серіалу від Amazon Prime під назвою Oasis.

### Романи
- Опинись у моїй шкірі (англ. Under the Skin, 2000)
- Сто дев'яносто дев'ять кроків (англ. The Hundred and Ninety-Nine Steps, 2001)
- Мужній чоловік (англ. The Courage Consort, 2002)
- Багряна пелюстка і біла (англ. The Crimson Petal and the White, 2002)
- Вогняне Євангеліє (англ. The Fire Gospel, 2008)
- Книга дивних нових речей (англ. The Book of Strange New Things, 2014)

### Оповідання
- Дощ проллється раптом (англ. Some Rain Must Fall, 1998)
- Близнюки Фаренгейти (англ. The Fahrenheit Twins, 2005), також опубліковане (без першого оповідання) як Vanilla Bright Like Eminem
- До побачення, Наталіє (англ. Bye Bye Natalia, 2006)
- Яблуко: малинові пелюстки (англ. The Apple: Crimson Petal Stories, 2006)
- Прогулянка після півночі (англ. Walking After Midnight, 2009)

### Вірші
- Безсмертна (англ. Undying, 2016)

### Нехудожня література
- Dreams in the Dumpster, Language Down the Drain (2006), увійшло до книги Not One More Death